# Alexandr Panfílov
Alexandr Vasílievich Panfílov –en ruso, Александр Васильевич Панфилов– (Biskek, 11 de octubre de 1960) es un deportista soviético que compitió en ciclismo en la modalidad de pista.
Participó en los Juegos Olímpicos de Moscú 1980, obteniendo la medalla de plata en la prueba del kilómetro contrarreloj.

## Medallero internacional
| Juegos Olímpicos | Juegos Olímpicos | Juegos Olímpicos | Juegos Olímpicos  |
| Año              | Lugar            | Medalla          | Competición       |
| ---------------- | ---------------- | ---------------- | ----------------- |
| 1980             | Moscú ( URSS)    | Medalla de plata | 1 km contrarreloj |